# Accord de Copenhague
L’accord de Copenhague est un accord politique dévoilé par un petit groupe de pays, dont les États-Unis et les pays émergents, au terme de la conférence de Copenhague de 2009 sur le climat. Comme il n’a pas été adopté par celle-ci – 15e conférence des parties (COP15) à la convention-cadre des Nations unies sur les changements climatiques –, qui s’est contenté d’en « prendre note », l’accord de Copenhague n’a aucune valeur juridique et les pays sont invités à s’y rallier sur une base individuelle.

## Contexte
La première phase du protocole de Kyoto – à ce jour le seul accord légalement contraignant de réduction des gaz à effet de serre (GES) – arrivant à échéance en 2012, les négociations ont  naturellement repris leur cours pour que les parties inscrites à l’Annexe I s’engagent dans une seconde phase de réduction (2013-2020). Comme seuls les pays à l’Annexe I sont soumis à des cibles de réduction et que les États-Unis n’ont toujours pas ratifié le Protocole, il était nécessaire de dégager une autre porte d’entrée au régime climatique post-2012. C’est ce qu’ont fait les parties réunies à Bali en 2007 (COP13) en aiguillant les négociations sur deux voies parallèles : une voie sous le Protocole de Kyoto (portant sur la deuxième phase d’engagement des pays à l’Annexe I), et une voie sous la Convention-cadre des Nations unies sur les changements climatiques (CCNUCC), visant à engager l’ensemble de la communauté internationale (y compris les États-Unis et les pays émergents) dans la lutte contre les changements climatiques. Ces voix parallèles, mais appelées à converger, constituent la feuille de route de Bali qui devait déboucher sur un accord global lors de la Conférence de Copenhague (COP15).
La Conférence de Copenhague apparaît ainsi comme un point charnière. Les parties avaient en effet le choix entre : 
- prolonger le Protocole de Kyoto pour une deuxième période d'engagement ;
- fusionner les deux voies de négociations en un seul accord ;
- rompre avec le modèle de Kyoto et fonder la lutte contre les changements climatiques sur d'autres assises[2].

Il semble qu’à Copenhague, aucune de ces options n’ait fait consensus, ce qui explique en partie le blocage des négociations au terme de la première semaine ainsi que l’élaboration de l’Accord de Copenhague par un petit groupe de pays qui l’ont présenté à la conférence des parties comme un fait accompli. Le processus entourant l’élaboration du document a toutefois été vivement critiqué par certains pays de sorte que l’Accord de Copenhague n’a pas été adopté par la COP15, laquelle s’est contentée d’en « prendre note ». Aujourd'hui, les pourparlers entre les États portent essentiellement sur la question de savoir si le prochain régime climatique doit s'inscrire dans le cadre de l'Accord de Copenhague ou du Protocole de Kyoto[réf. souhaitée].

## Présentation
L’accord de Copenhague contient deux appendices où seront colligées les cibles de réduction d’émissions des parties à l’Annexe I (les pays développés) et les mesures d’atténuation nationales appropriées des parties non-Annexe I (les pays en développement). 
Bien qu’il ne contienne aucune cible de réduction contraignante, l’Accord de Copenhague reconnaît l'importance de réduire les émissions de gaz à effet de serre (GES) de façon draconienne afin de limiter la hausse de température à 2 °C. 
Il prévoit par ailleurs la mise en œuvre immédiate de la REDD+ et la création d'un Fonds vert pour le climat devant mobiliser 100 milliards de dollars US par an d'ici 2020.